# Frankensteins Schrecken
Frankensteins Schrecken (Originaltitel: The Horror of Frankenstein) ist ein Horrorfilm der britischen Filmproduktionsfirma Hammer aus dem Jahr 1970. Die Titelrolle des Victor Frankenstein spielte Ralph Bates. Dieser Film ist der einzige Frankenstein-Film von Hammer, in dem Peter Cushing nicht als Baron Frankenstein auftritt. Alternativtitel ist Der Greuel von Frankenstein.

## Handlung
Schon in seiner Schulzeit zeigt Victor Frankenstein reges Interesse an der menschlichen Anatomie, sowohl in wissenschaftlicher Hinsicht, als auch in Bezug auf die attraktive Magd im Hause Frankenstein.
Als ihm sein Vater, der alte Baron Frankenstein, die finanziellen Mittel für seine wissenschaftlichen Gerätschaften streicht und ihm auch verbietet nach Wien zu reisen, um dort Medizin zu studieren, sabotiert Victor sein Jagdgewehr. Der Schuss geht nach hinten los und Victor erbt das Familienvermögen und den Titel des Barons.
An der Wiener Universität gehört er zu den besten Studenten seines Jahrgangs. Zu dieser Zeit beginnt Victor erste Versuche mit einem abgetrennten Arm, den er im Anatomieunterricht gestohlen hat. Nach seiner Rückkehr ins Schloss Frankenstein richtet er sich zunächst ein Laboratorium ein und beginnt mit dem erforschen von totem Gewebe und der Möglichkeit, es wiederzubeleben. In seinem ersten Experiment gelingt es ihm, eine tote Schildkröte wieder zum Leben zu erwecken, doch sein großes Ziel ist es, einen künstlichen Menschen zu erschaffen.
Er beauftragt einen Grabräuber, ihn mit menschlichen Körpern oder Körperteilen zu versorgen. Nach und nach vervollständigt er seinen Bauplan und schreckt nicht mal vor dem Mord an seinem besten Freund Wilhelm zurück, da dieser ihm angedroht hat, ihn öffentlich bloßzustellen, sollte er sein wahnwitziges Vorhaben weiter verfolgen. Schließlich hat er den Körper fertiggestellt und braucht nur noch ein Gehirn. Dieses soll ihm Professor Heiss, der Vater seiner Jugendfreundin Elizabeth liefern. Er lädt beide zum Abendessen ein und verabreicht dem alten Mann ein Gift, welchem er letztlich erliegt. In der Nacht nach der Beerdigung bringt der Grabräuber Victor das Gehirn, lässt es jedoch vor Schreck fallen, als er den zusammengesetzten Körper sieht. Victor entledigt sich des unliebsamen Zeugen, indem er ihn in den Säuretank stößt, in dem er ansonsten nicht benötigte Leichenteile auflöst.
Nachdem er das Gehirn eingesetzt hat, setzt Victor sein Geschöpf unter Strom und wahrhaftig schlägt es die Augen auf. Es reißt sich los, schlägt den jungen Baron nieder und verschwindet in die Nacht, wo es als erstes einen Holzfäller ermordet. Victor kann sein Ungetüm wieder einfangen und schiebt den Mord seinem etwas einfältigen Koch in die Schuhe. Als einige Tage später die Frau des Grabräubers auftaucht und sich nach dem Verbleib ihres Mannes erkundigt, hetzt Frankenstein ihr seine Schöpfung auf den Hals, um sie zum Schweigen zu bringen, und als seine attraktive Magd und Geliebte Alys ihn erpressen will, da sie ihn bei seiner Arbeit heimlich beobachtet hat, liefert er auch sie dem Ungeheuer aus.
Als das Monster erneut ausbricht und ein junges Mädchen anfällt, spitzen sich die Ereignisse zu.
Die Polizei schöpft Verdacht, nachdem alle Angriffe in unmittelbarer Nähe zum Schloss stattgefunden haben, und macht sich auf den Weg, um Victor zur Rede zu stellen. Es gelingt ihm in letzter Sekunde, das Monster in dem leeren Säuretank zu verstecken, doch durch einen Zufall wird dieser geflutet und das Monster löst sich auf, wodurch sämtliche Beweise an Victors Schuld beseitigt sind. Er kommt ungeschoren davon, ist jedoch am Boden zerstört, da alles, was er für die Erschaffung seines Wesens getan hat, umsonst war.

## Hintergrund
Frankensteins Schrecken steht eigentlich außerhalb der Hammer-Frankenstein-Reihe mit Peter Cushing als Leichen-Baron. Der Film kann vielmehr als loses Remake von Frankensteins Fluch (1957) angesehen werden. Angeblich versuchten die Verantwortlichen bei Hammer mit einem jüngeren Darsteller ein jüngeres Publikum anzusprechen.

## Kritiken
Das Lexikon des internationalen Films beurteilte das Werk als „eine weitere farblose Verfilmung des „Frankenstein“-Stoffes nach dem Roman von Mary Wollstonecraft Shelley, die sich vergeblich bemüht, durch die Einbeziehung schwarzen Humors der Geschichte einen Reiz abzugewinnen“.
Cinema schrieb: „Als Gruselfilm zu wenig spannend und auch als Parodie ein Reinfall.“

## Fortsetzung
Im Jahr 1974 erschien die Fortsetzung Frankensteins Höllenmonster. Für Hammers letzten Frankenstein-Film kehrte Peter Cushing noch einmal als Baron Frankenstein zurück.